# Aleksandra Małachowska
Aleksandra Barbara Małachowska (ur. 10 marca 1950 w Tarczynie) – polska polityk, ogrodnik, posłanka na Sejm Rzeczypospolitej Polskiej II kadencji.

## Życiorys
W 1975 ukończyła studia na Wydziale Zootechniki Szkoły Głównej Gospodarstwa Wiejskiego w Warszawie. Prowadzi własne gospodarstwo rolno-sadownicze.
W latach 1993–1997 była posłanką II kadencji, wybraną w okręgu podwarszawskim z listy Polskiego Stronnictwa Ludowego. Pracowała m.in. w Komisji Obrony Narodowej i Komisji Spraw Zagranicznych. W 1997 bezskutecznie ubiegała się o reelekcję. Później kilkakrotnie bez powodzenia kandydowała z ramienia PSL, m.in. w wyborach parlamentarnych w 2005, a rok później do sejmiku mazowieckiego. Została pełnomocnikiem marszałka tego województwa.
W 1999 otrzymała Złoty Krzyż Zasługi.